# Обработка на почвата
Обработката на почвата е основна практика, заедно със сеитбата, която се прилага от възникването на земеделското производство.

## Задачи на обработката на почвата
Съвременните задачи на обработката на почвата са:
- Подобряване на физичните, водните и въздушните свойства на повърхностния почвен слой;
- Удълбочаване на орния слой;
- Предпазване на почвата от водна и ветрова ерозия;
- Създаване на благоприятни условия за сеитба и засаждане на културните растения;
- Борба с плевелната растителност в посевите;
- Инкорпориране на следжътвените растителни остатъци от предшественика;
- Унищожаване, редуциране или потискане на болестите и неприятелите по културните растения;
- Подравняване на повърхността на почвата;
- Уплътняване на почвената повърхност след сеитба и др.

## Основни начини на обработка на почвата

### Дълбока обработка на почвата
Оран
Дълбоко разрохкване
Използва се за периодичното разрохкване на почвата на дълбочина 60–80 сантиметра, без обръщане на почвения пласт. Дълбокото разрохкване е подходящо за почви с плитък хумусен и мощен илувиален хоризонт, почви, засегнати от ерозия, или повърхностно преовлажнени почви. То се използва и като рутинен метод за подобряване на водно-физичните свойства на почвите при интензивно използване на земята.
Плоскорезна обработка

### Плитка (повърхностна) обработка на почвата
- Култивиране
- Дискуване
- Брануване
- Фрезуване
- Валиране